# Nadleśnictwo Augustów
Powierzchnia Nadleśnictwa Augustów wynosi 26026,7 ha. Jest ono podzielone na 4 obręby leśne: Augustów, Balinka, Białobrzegi, Sztabin, a te na 17 leśnictw: Lipowiec, Studzieniczne, Czarny Bród, Sajenek, Żyliny, Brzozowe Grądy, Jastrzębna, Kozi Rynek, Jesionowo, Wilcze Bagno, Bargłów, Białobrzegi, Długie, Kolnica, Sztabin, Jaminy, Klonowo oraz szkółki leśne i łowiectwo na OHZ. Siedziba Nadleśnictwa mieści się w Augustowie. Administracyjnie lasy nadleśnictwa położone są w północno-wschodniej części województwa podlaskiego w powiecie augustowskim w gminach: Augustów miasto, Augustów, Bargłów Kościelny, Lipsk, Płaska i Sztabin.
Organizacyjnie podlega RDLP w Białymstoku.
Położenie geograficzne nadleśnictwa określają współrzędne: 53°52' – 53°38' szerokości geograficznej północnej i 22°43' – 23°25'   długości geograficznej wschodniej.
Zgodnie z regionalizacją przyrodniczo-leśną IBL lasy nadleśnictwa znajdują się w II Krainie Mazursko-Podlaskiej, w dzielnicy 4 – Puszczy Augustowskiej mezoregionie Równiny Augustowskiej (obręb Augustów w całości i część obrębów Balinka, Białobrzegi i Sztabin) oraz w mezoregionie Wołkuszańskim (część obrębu Balinka); w dzielnicy 1 – Pojezierza Mazurskiego mezoregionie Pojezierza Ełcko-Suwalskiego (część obrębów Augustów, Białobrzegi i Sztabin) w dzielnicy 5 – Wysoczyzny Białostockiej mezoregionie Kotliny Biebrzańskiej i mezoregionie Wzniesień Sokólsko-Białostockich (część obrębów Balinka, Białobrzegi i Sztabin).
Udział typów siedliskowych:Bśw – 37,4%, BMśw – 19,1%, BMw – 7,7%, LMb – 7,6%, Ol – 7,6%, OLJ – 7,1%, LMw – 4,6%,LMśw – 2,4%, Bw – 1,7%, Bb – 1,5%,Lśw – 1,3%, BMb – 1,2%, Lw – 0,8%. Udział gatunków według powierzchni występowania: sosna – 66,5%, olsza – 16,9%, brzoza – 9,1%, świerk – 6,4%, dąb – 0,8%, jesion – 0,3%. Lasy ochronne to 13730,39 ha, stanowią 55,5% ogółu powierzchni leśnej nadleśnictwa.
Pozyskanie drewna (roczny etat użytkowania) wynosi 114 tys. m³. Nadleśnictwo posiada certyfikat FSC, prowadzenia dobrej gospodarki leśnej.

## Ochrona przyrody
Na terenie Nadleśnictwa Augustów znajdują się cztery rezerwaty przyrody o łącznej powierzchni 1138,98 ha (4,4% powierzchni ogólnej nadleśnictwa), objęte ochroną częściową:
- Glinki - pow. 1,81 ha, obręb Balinka
- Kozi Rynek - pow. 145,47 ha, obręb Balinka
- Kuriańskie Bagno - pow. w granicach nadleśnictwa 915,02 ha (pozostała część w Nadleśnictwie Płaska), obręb Balinka
- Stara Ruda - pow. 76,68 ha, obręb Augustów

W zasięgu administracyjnym Nadleśnictwa Augustów w obrębie Białobrzegi położony jest rezerwat przyrody Jezioro Kolno o powierzchni 269,26 ha, który jest rezerwatem ornitologicznym objętym ochroną częściową.
Wśród pomników przyrody, występujących na terenie nadleśnictwa, przeważają sosny, dęby i modrzewie. Do najciekawszych należy grupa 16 sosen w uroczysku "Barcie" oraz grupa modrzewi w Jesionowie i Białobrzegach.
Prawie cała powierzchnia nadleśnictwa znajduje się na obszarze Natura 2000.